# اريك غيتس
اريك غيتس (بالإنجليزية: Eric Gates)‏ (28 يونيو 1955 في المملكة المتحدة - ) هو لاعب كرة قدم بريطاني في مركز الهجوم. شارك مع منتخب إنجلترا لكرة القدم. أما مع النوادي، فقد لعب مع إيبسويتش تاون ونادي سندرلاند ونادي كارلايل يونايتد.

## مسيرته الكروية
لعب اريك غيتس خلال مسيرته الاحترافية مع 3 أندية في ثمانية عشر موسمًا وسجل خلالها 124 هدف ضمن 515 مباراة. حيث فاز في موسم واحد بالكأس ولم يفز بأي دوري.
خاض اريك غيتس مسيرته مع نادي إيبسويتش تاون في موسم 1973–74 ليلعب معه اثنا عشر موسمًا، مشاركًا في 296 مباراة سجل خلالها 73 هدفًا. ثم انتقل إلى نادي سندرلاند في موسم 1985–86 ليلعب معه خمسة مواسم، حيث شارك في 181 مباراة سجل خلالها 43 هدفًا. لينتقل بعدها إلى نادي كارلايل يونايتد في موسم 1990–91 لمدة موسم واحد، مشاركًا في 38 مباراة سجل خلالها 8 أهداف.

## وصلات خارجية
- اريك غيتس على موقع قاعدة بيانات كرة القدم.إي يو (الإنجليزية)
- اريك غيتس على موقع ناشيونال فوتبول تيمز (الإنجليزية)
- اريك غيتس على موقع عالم كرة القدم.نت (الإنجليزية)